# سوليتون

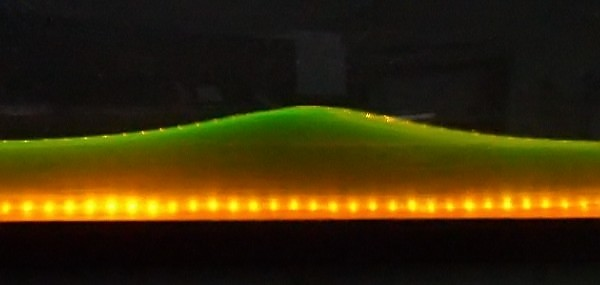
موجة منعزلة هيدروديناميكية

السوليتون أو الموجة المنعزلة (بالإنجليزية:Soliton) في الفيزياء هي موجة وحيدة لا تتخامد على مسافات طويلة وسرعتها ثابتة. يظهر السوليتون بسبب إلغاء التأثيرات اللاخطية والمشتتة في وسط الأنتشار. يشير مصطلح «الآثار المشتتة» إلى خاصية معينة في بعض النظم، حيث تتغير سرعة الموجة وفقا لترددها. وكان أول وصف لظاهرة الموجة الوحيدة (سوليتون) من قبل جون سكوت راسل (1808-1882) الذي لاحظ وجود سوليتون في قناة الاتحاد في اسكتلند، فأسقط حالة السوليتون على جميع أنواع الموجات وليس فقط الميكانيكية (مائية).